# كرايغ ستون
كرايغ ستون (بالإنجليزية: Craig Stone)‏ (29 ديسمبر 1988 في المملكة المتحدة - ) هو لاعب كرة قدم بريطاني في مركز الوسط. لعب مع إبسفليت يونايتد وإيستبورن بوروه ونادي برينتفورد ونادي غيلينغهام وميدستون يونايتد ونادي دوفر أتليتيك.

## وصلات خارجية
- كرايغ ستون على موقع قاعدة بيانات كرة القدم.إي يو (الإنجليزية)
- كرايغ ستون على موقع Soccerbase.com (لاعب) (الإنجليزية)